# Doliops emmanueli
Doliops emmanueli es una especie de escarabajo del género Doliops, familia Cerambycidae. Fue descrita científicamente por Vives en 2009.
Habita en Filipinas. Los machos y las hembras miden aproximadamente 14 mm. El período de vuelo de esta especie ocurre en todos los meses del año excepto en marzo, octubre, noviembre y diciembre.